# Я — препод
«Я — препод» (англ. Hichki, хинди हिचकी) — индийский фильм на языке хинди режиссёра Сидхартха Малхотра, вышедший в прокат в 2018 году. Главную роль исполнила Рани Мукерджи, для которой этот фильм стал возвращением на экран после четырёх лет отсутствия в связи с замужеством и рождением дочери.

## Сюжет
Найна Матур страдает синдромом Туретта. Она мечтает стать учителем, но из-за ее заболевания ей отказывают в работе. Однажды ей предлагают работу в школе Святого Ноткера и дают 9Ф класс, состоящий из детей бедного квартала. В успех не верят ни директор школы, ни учитель 9А класса — мистер Вадиа, ни сами дети. Через тернии преподавания Наина берёт ситуацию под свой контроль и справляется с задачей.

## В ролях
- Рани Мукерджи — Найна Матур
- Нирадж Каби — мистер Вадия
- Шивкумар Субраманиам — директор школы
- Сачин Пилгаонкар — Прабхакар Матур, отец Найны
- Суприя Пилгаонкар — миссис Матур, мать Найны
- Жанат Зубар Рахмани — Наташа Кханна
- Викрам Гокхале — Хан

## Саундтрек
| №  | Название            | Исполнители                 | Длительность |
| -- | ------------------- | --------------------------- | ------------ |
| 1. | «Oye Hichki»        | Харшдип Каур                | 2:34         |
| 2. | «Madamji Go Easy»   | Бэнни Дайял & Дэвид Клейтон | 2:48         |
| 3. | «Khol De Par»       | Ариджит Сингх               | 3:13         |
| 4. | «Teri Dastaan»      | Джаслин Ройял               | 3:43         |
| 5. | «Phir Kya Hai Gham» | Шилпа Рао                   | 2:59         |
| 6. | «Soul of Hichki»    | Харшдип Каур                | 2:00         |
| 7. | «Naina's Theme»     | без вокала                  | 3:15         |

## Критика
В целом фильм получил положительные отзывы от критиков. Рачит Гупта из The Times of India оценил фильм на 3,5 из 5: «Несмотря на все недостатки, в фильме всё ещё много свежести, проницательности и эмоциональной интеллигентности».

## Награды и номинации
| Награды и номинации фильма «Я — препод» | Награды и номинации фильма «Я — препод»   | Награды и номинации фильма «Я — препод» | Награды и номинации фильма «Я — препод» | Награды и номинации фильма «Я — препод» |
| Премия                                  | Категория                                 | Имя                                     | Результат                               |                                         |
| --------------------------------------- | ----------------------------------------- | --------------------------------------- | --------------------------------------- | --------------------------------------- |
| Dada Saheb Phalke Excellence Awards     | Социально сознательное представление года | Рани Мукерджи                           | Победа                                  |                                         |
| Фестиваль индийского кино в Мельбурне   | Лучший фильм                              | —                                       | Номинация                               |                                         |
| Фестиваль индийского кино в Мельбурне   | Лучший режиссёр                           | Сидхартх Малхотра                       | Номинация                               |                                         |
| Фестиваль индийского кино в Мельбурне   | Лучшая актриса в главной роли             | Рани Мукерджи                           | Победа                                  |                                         |
| Фестиваль индийского кино в Мельбурне   | Превосходство в кино                      | Рани Мукерджи                           | Победа                                  |                                         |
| WCRC International Pride Award          | Актёр года                                | Рани Мукерджи                           | Победа                                  |                                         |